# درخت لوز
درخت لوز، گارُم‌زَنگی، لوزهندی، بادام هندی، بیدام (نام علمی: Terminalia catappa) نام درختی گرمسیری و میوه‌دار است که در استان‌های ساحلی جنوب ایران هم‌چون استان‌های هرمزگان، بلوچستان و بوشهر و بیشتر جزایر ایران همچون کیش و قشم می‌روید. این درخت بومی جنوب آسیا (هند، بنگلادش و …) تا گینه نو و شمال استرالیا است.

## نامگذاری
لوز واژه‌ای عربی به معنای بادام است. در مناطق رویش معمولاً این درخت را بادام (نوعی بادام) نامگذاری کرده‌اند. نام انگلیسی آن بادام گرمسیری (Tropical Almond) است. این نامگذاری به خاطر شباهت ظاهری میوه این گیاه با بادام و نیز مغز خوردنی آن است که از نظر شکل و مزه شبیه به مغز بادام می‌باشد. گفتنی است نام این درخت در زبان تلوگو (سومین زبان بزرگ هند) بادام چتو (Badam chettu) و در زبان فرانسوی بادامیر (Badamier) است که هر دو برگرفته از زبان فارسی است.

## بازنمایی
این درخت تا ۳۵ متر رشد می‌کند (در جنوب ایران معمولاً بین ۵ تا ۸ متر دیده می‌شود) ویژگی ظاهری آن ایجاد طبقات مدور از شاخ و برگ است.
شاخه‌های این درخت در فاصله‌های معینی از طول تنه به صورت افقی در همه جهات رشد می‌کنند و یک طبقه از تاج درخت را تشکیل می‌دهند. این ویژگی نمایی شبیه به چتر چند طبقه به درخت می‌دهد.
در همه کشورهای محل رویش به خاطر زیبایی و سایه دار بودن به عنوان درخت زینتی در مناطق شهری کاشته می‌شود. چوب لوز سرخرنگ، محکم و در مقابل آب بسیار بادوام است. برگ‌های این درخت پهن و بزرگ است و در فصل پاییز به رنگ‌های پاییزی درآمده و می‌ریزند. این درخت در اواخر تابستان تا اوایل پاییز ثمر می‌دهد.
میوه این درخت لوزی شکل و تقریباً بزرگ است (۵ تا ۷ سانتیمتر درازا و ۵/۳ تا ۵ سانتیمتر پهنا). میوه لوز نخست سبزرنگ و کال است، سپس به رنگ قرمز مایل به قهوه‌ای در می‌آید. بخش خوردنی آن نرم، شیرین و کمی ترش (اسیدی) است، هسته بزرگ لیف پوشیده‌ای هم دارد که دارای مغز خوردنی است. مغز این میوه ارزش خوراکی فراوانی دارد و دارای انواع مواد معدنی، ویتامین، کربوهیدرات و ۱۶ درصد روغن است.

## ارزش دارویی
در کشورهای گوناگون از برگ‌ها و پوست درخت لوز به شکل گسترده‌ای در پزشکی سنتی بهره می‌برند. در تایوان برگ‌های افتاده درخت را در درمان بیماری‌های جگر مؤثر می‌دانند و در سورینام برای درمان اسهال و اسهال خونی، برگ‌های لوز را مانند چای دم می‌کنند و می‌خورند.

## در ایران
در استان هرمزگان به لوز گارم زنگی یا گارمزنگی و در بلوچستان، چابهار و مناطقی از هرمزگان بیدام می‌گویند.

## نگارخانه

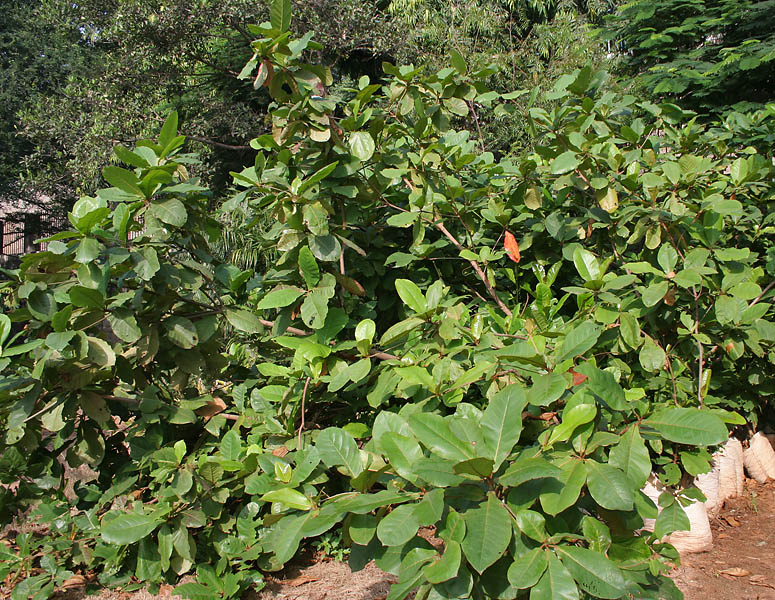
حیدرآباد- هند
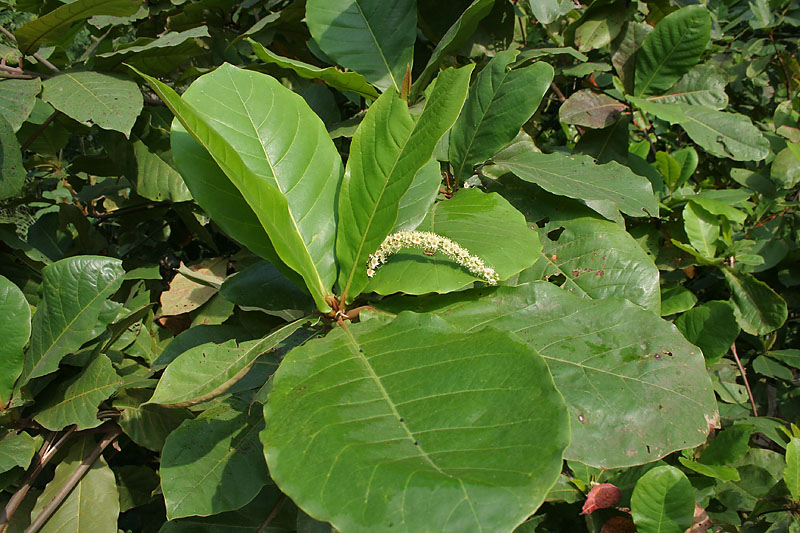
حیدرآباد- هند
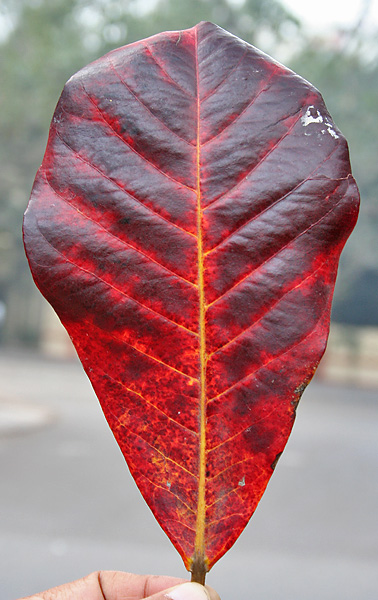
برگ پاییزی - کلکته
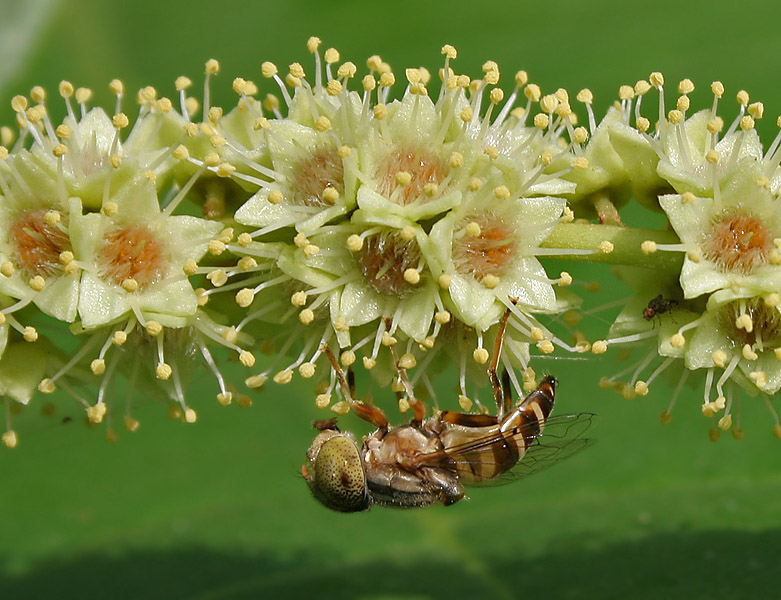
حیدرآباد- هند
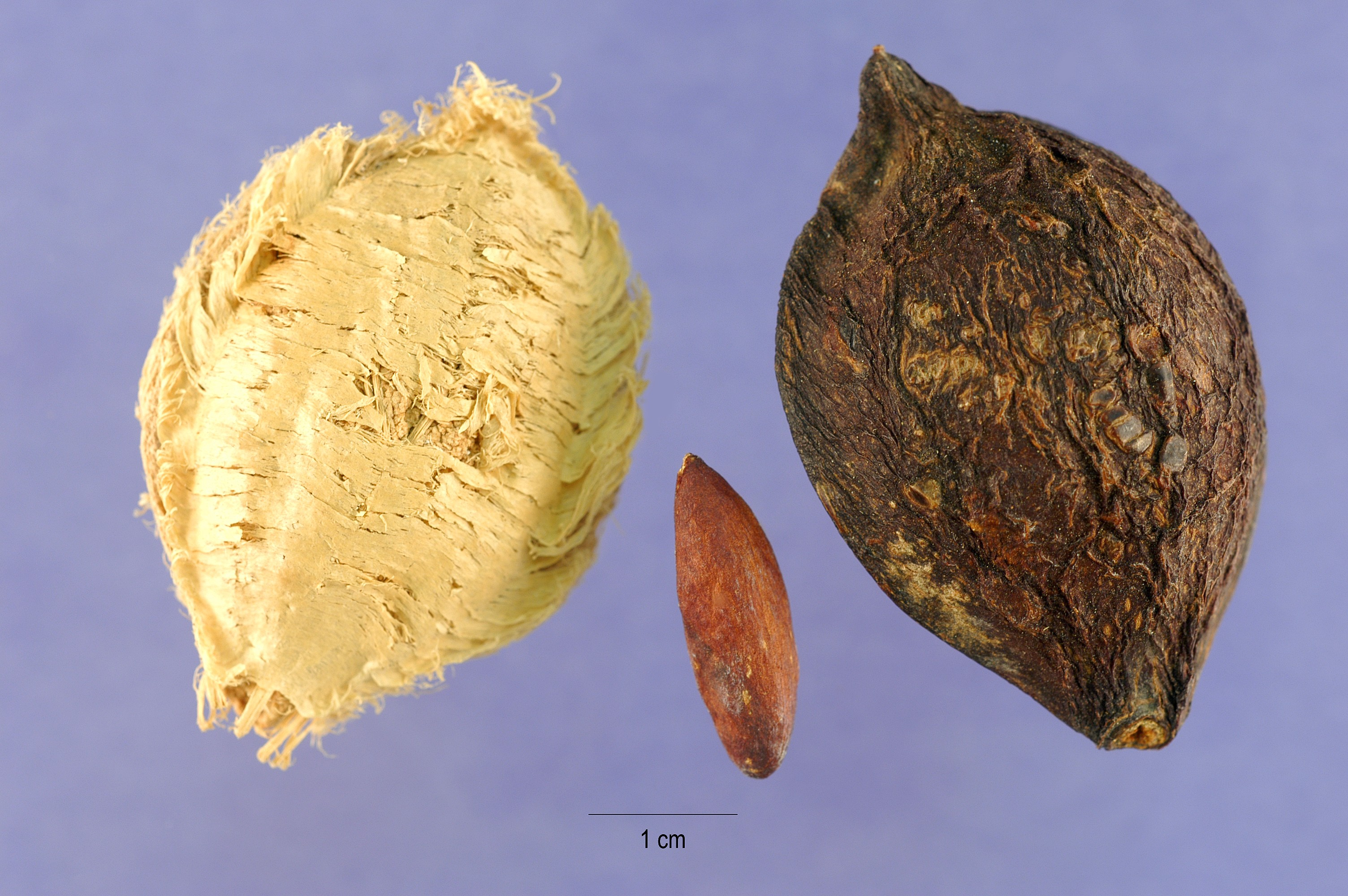
میوه خشکیده و مغز لوز
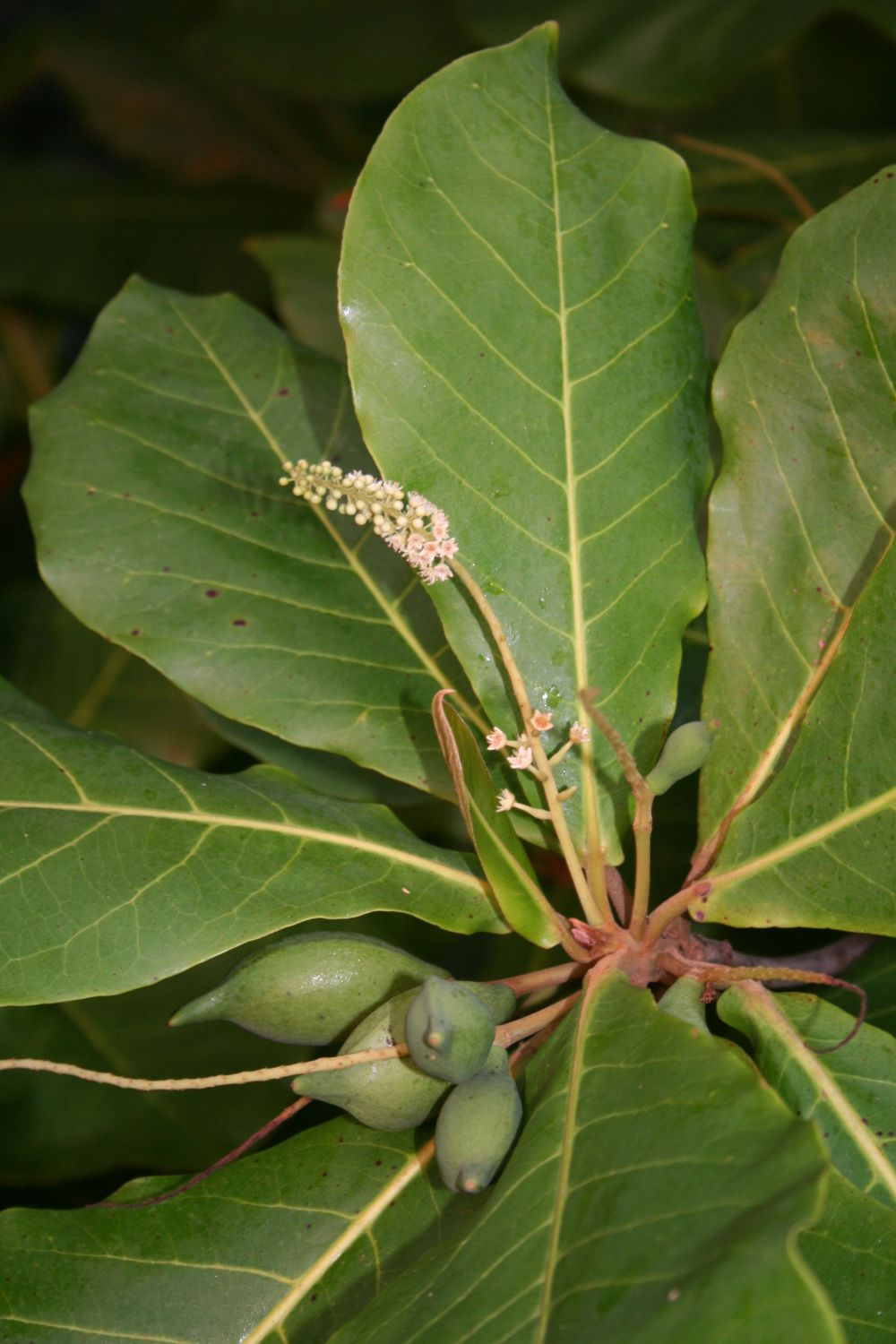
شاخه، برگ، گل و میوه کال لوز
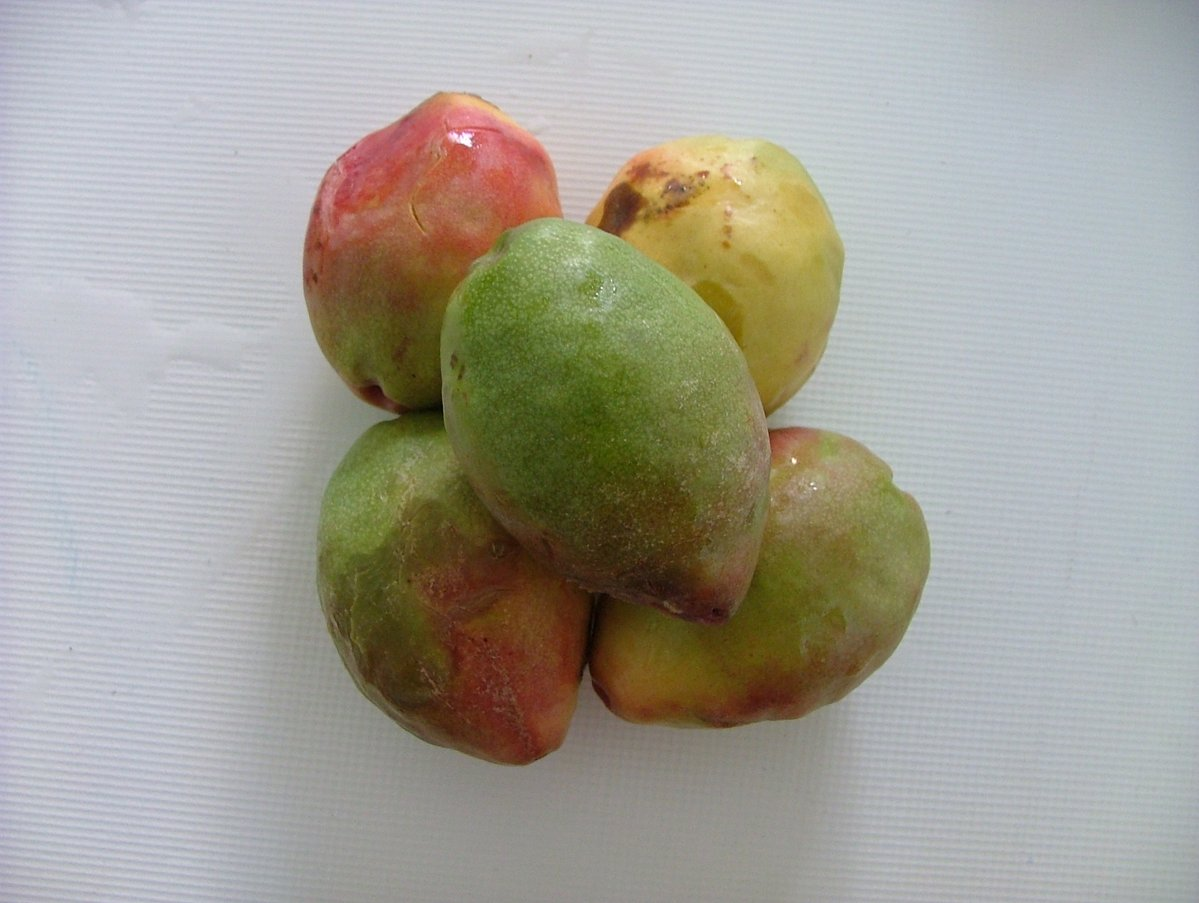
میوه درخت گارم‌زنگی در بندرعباس